# Sydney Medical School
Pour les articles homonymes, voir SMS (homonymie).
La faculté de médecine de l'Université de Sydney, également connue sous le nom de Sydney Medical School (SMS), est la faculté de médecine de l'Université de Sydney. Fondée en 1856, c'est la première école de médecine en Australie. En 2018, la Sydney Medical School a rejoint la nouvelle faculté de médecine et de santé de l'Université de Sydney.

## Histoire
La Sydney Medical School a été créée en 1856 sous le nom de Faculté de médecine de l'Université de Sydney (The University of Sydney Faculty of Medicine) par un groupe de diplômés de la faculté de médecine de l'Université d'Édimbourg, Thomas Peter Anderson Stuart (en), Charles Nicholson (en) et Alexander McCormick. C'est la première école de médecine en Australie,.
Elle est classée deuxième en Australie et 19e sur le plan international dans le classement mondial des universités QS pour la médecine.
L'École dispose d'un corps professoral important et diversifié pour soutenir ses missions dans les domaines de l'éducation, de la recherche et des soins. Chaque année, elle compte plus de 1 100 étudiants en médecine et 2 000 étudiants de troisième cycle qui suivent des cours et des programmes de formation à la recherche.

## Programme médical de Sydney
La Sydney Medical School propose un programme médical d'études supérieures (en) de quatre ans. Les principales caractéristiques du cours incluent un modèle d'apprentissage hybride basé sur des problèmes, une exposition clinique précoce, des ressources d'apprentissage en ligne et une concentration sur la médecine factuelle, qui ont été modelées sur des aspects du programme New Pathway Docteur en médecine (MD) de la Harvard Medical School . Le programme a remporté de nombreux prix d'enseignement et est autorisé à des universités au Royaume-Uni, en Afrique du Sud et au Moyen-Orient et à d'autres universités en Australie.
Introduit pour la première fois en 1997, le programme médical d'études supérieures menait à l'origine aux diplômes de Bachelors of Medicine and Surgery (MBBS) pour des raisons historiques. Depuis 2014, le MD a remplacé le MBBS comme titre du diplôme de médecine conféré par le Sydney Medical Program.
L'entrée dans le programme médical de Sydney se fait sur la base d'une moyenne pondérée cumulative (en), du score du test d'admission à la faculté de médecine australienne (en) et de la performance lors d'un mini-entretien multiple (en). Chaque année, la cohorte compte environ 300 étudiants inscrits, dont une proportion appréciable d'étudiants internationaux.

### Entrée provisoire de premier cycle
L'école propose également une voie d'accès au premier cycle en «médecine combinée», dans laquelle une place provisoire est réservée aux étudiants du programme médical de Sydney jusqu'à ce qu'ils obtiennent l'un des diplômes de premier cycle de trois ans suivants à l'université : commerce, économie, sciences médicales, études musicales, sciences (avancé).
L'obtention d'une telle place est très compétitive, car seulement dix à trente de ces places sont proposées chaque année. L'entrée se fait sur la base de l'Australian Tertiary Admission Rank (en) (ATAR) ou équivalent, et d'un entretien avec un panel semi-structuré. Pour les études musicales-médecine uniquement, une audition supplémentaire au Conservatoire de musique (en) est requise.
Depuis l'introduction de cette voie d'admission en 2005,, le seuil ATAR ou équivalent a toujours été de 99,95 (sauf pour les études musicales-médecine, qui a été de 99,50),,,, le seuil le plus élevé de tous les programmes d'entrée de premier cycle offerts en Australie,.

## Activités de recherche
L'École dispose d'une base de recherche très large, avec ses disciplines et ses instituts affiliés activement engagés dans la recherche à la fois dans les sciences fondamentales et dans tous les principaux domaines de la médecine clinique, à travers six thèmes majeurs  :
- Cancer
- Maladies chroniques et vieillissement
- Infection et conditions immunologiques
- Neurosciences et santé mentale
- Obésité, diabète et maladies cardiovasculaires
- Santé reproductive, maternelle et infantile

### Éthique de la santé de Sydney
Sydney Health Ethics, anciennement Centre pour les valeurs, l'éthique et le droit en médecine (Values, Ethics and the Law in Medicine, VELiM), est un centre indépendant associé à la School of Public Health de la Sydney Medical School. Ce centre a également été associé à l'Unité d'histoire et de philosophie des sciences (en) de la Faculté des sciences (en).
Le Centre a été créé en 1995. C'est un centre de recherche universitaire, d'enseignement et d'apprentissage en bioéthique et en sciences humaines médicales, et de consultation et de discussion éthiques.

## Écoles cliniques et hôpitaux universitaires
La Sydney Medical School est soutenue par huit écoles cliniques, qui sont basées dans les principaux hôpitaux universitaires de la Nouvelle-Galles du Sud : 
- École clinique centrale : Hôpital Royal Prince Alfred (en)
- École clinique de Westmead : Hôpital Westmead
- L'hôpital pour enfants de la Westmead Clinical School : Hôpital Royal Alexandra pour enfants (en)
- École clinique de Concord : Hôpital général de rapatriement de Concord (en)
- École clinique de Nepean : Hôpital de Nepean (en)
- École clinique du Nord : Hôpital Royal North Shore (en)
- École de santé rurale : Hôpital de la base de Dubbo et Hôpital de la base d'Orange

Un certain nombre de petits hôpitaux font également office d'hôpitaux d'enseignement.